# Писана (присілок)
Пи́сана (рос. Писаная) — присілок у складі Яшкинського округу Кемеровської області, Росія.

## Населення
Населення — 6 осіб (2010; 4 у 2002).
Національний склад (станом на 2002 рік):
- росіяни — 100 %